# Мокре (Голеньовський повіт)
Мокре (пол. Mokre, нім. Schönwalde) — село в Польщі, у гміні Машево Голеньовського повіту Західнопоморського воєводства.
Населення — 183 особи (2011).
У 1975-1998 роках село належало до Щецинського воєводства.

## Демографія
Демографічна структура станом на 31 березня 2011 року:
|          | Загалом | Допрацездатний вік | Працездатний вік | Постпрацездатний вік |
| -------- | ------- | ------------------ | ---------------- | -------------------- |
| Чоловіки | 84      | 17                 | 58               | 9                    |
| Жінки    | 99      | 25                 | 53               | 21                   |
| Разом    | 183     | 42                 | 111              | 30                   |